# The Housemartins Christmas
The Housemartins Christmas é uma edição especial da banda inglesa de indie rock The Housemartins, lançada em uma caixa especial em novembro de 1986.[carece de fontes?] A caixa conta com os singles Flag Day, Sheep, Happy Hour e Caravan of Love.

## Lista de faixas
1. Flag Day
2. Stand Atease
3. Sheep
4. Drop Down Dead
5. Happy Hour
6. The Mighty Ship
7. Caravan of Love
8. When I First Met Jesus